# المضاية (أسلم)

تعديل مصدري - تعديل

المضاية هي إحدى قرى عزلة أسلم اليمن بمديرية أسلم التابعة لمحافظة حجة، بلغ تعداد سكانها 87 نسمة حسب تعداد اليمن لعام 2004.